# Massa (sèrie de televisió)
Massa (títol original en suec, Deg) és una sèrie de televisió dramàtica sueca de vuit episodis estrenada la tardor del 2021. La sèrie es va emetre a Suècia al canal de televisió SVT1 i al servei de reproducció en línia SVT Play. A Finlàndia, es va emetre per Yle TV2 i també es va estrenar a Yle Areena l'octubre del 2021. S'ha doblat i subtitulat al català per FilminCAT.
La sèrie parla d'en Malou, que prové d'una família benestant, el negoci de disseny d'interiors de la qual ha fet fallida. Tanmateix, accidentalment troba 47 milions de corones sueques en un botí al bosc i decideix quedar-se amb els diners. Comença a dirigir una fleca per blanquejar els diners, tot i no tenir-ne experiència. En Malou contracta la Liana com a empleada del forn, però resulta ser l'esposa de l'home que originalment va robar el botí. Alguns homes de l'inframon també comencen a buscar el botí perdut.
La sèrie és protagonitzada per l'actriu finlandesa Laura Malmivaara, que interpreta la mare d'un dels personatges principals. Els personatges parlen finès entre ells.

## Repartiment
| Intèrpret            | Paper   |
| -------------------- | ------- |
| Helena Af Sandeberg  | Malou   |
| Bianca Kronlöf       | Liana   |
| Johan Hedenberg      | Kangas  |
| Philip Oros          | Steffe  |
| Olle af Klercker     | Hugo    |
| Nikole Baronas       | Heaven  |
| Laura Malmivaara     | Karita  |
| Eva Melander         | Felicia |
| Willjam Lempling     | Tom     |
| Sunil Munshi         | Joakim  |
| Selma Caglar         | Damla   |
| Teddy Vidal          | Leo     |
| Roland Eriksson      | Gunnar  |
| Marall Nasiri        | Tara    |
| Erik Bolin           | Joel    |
| Samy Karlsson Fariat | Ibbe    |